# Citalopram
Citalopram é um fármaco antidepressivo da classe dos inibidores seletivos de recaptação de serotonina (ISRS). Usado para o tratamento da depressão, exceto as presentes nos ciclos rápidos do transtorno afetivo bipolar (antiga PMD). É uma medicação com poucos efeitos colaterais pois atua muito na recaptação da serotonina e pouco sobre outros neurotransmissores. Foi desenvolvido pelo laboratório dinamarquês H. Lundbeck. Foi vendido pela primeira vez em 1989, na Dinamarca.

## Dose recomendada
Depressão: 20mg/dia, pode aumentar se for necessário para até 40mg/dia no máximo. O efeito antidepressivo geralmente inicia-se após 2 a 4 semanas. Tratamento com antidepressivos é sintomático e deve ser continuado por um período de tempo apropriado, geralmente até 6 meses após a recuperação, a fim de evitar uma recaída. Em pacientes com depressão recorrente (unipolar), a terapia de manutenção pode precisar ser continuada por vários anos para prevenir novos episódios.
TOC: 20mg/dia, se necessário pode aumentar até 40mg/dia no máximo. início de ação no tratamento do TOC é de 2-4 semanas, com melhorias contínuas ao longo do tempo.
Pânico: 10 mg é o recomendado na primeira semana, antes de se aumentar a dose para 20 mg por dia. Dependendo da resposta individual, aumentar a dose até um máximo de 40 mg por dia. A efetividade máxima do citalopram no tratamento do pânico é alcançada após aproximadamente 3 meses e a resposta é mantida durante a continuação do tratamento.
Nos idosos: a dose precisa ser reduzida para a metade da dose recomendada.

## Principais efeitos colaterais
As reações adversas observadas com citalopram foram em geral leves e passageiras. Foram mais frequentes no inicio do tratamento e, em geral, se atenuaram com sua continuação. As reações adversas relatadas com maior frequência foram náusea, sudoreses, boca seca, cefaléia, sonolência, tremor, distúrbio da ejaculação, insônia e astenia.

## Considerações
Apesar de não se ter identificado nenhum problema quanto à formação do feto, é preferível evitar seu uso, quando possível, durante o primeiro trimestre de gestação.

## Nomes comerciais
- Citagran
- Denil ou Denyl
- Cipramil
- Procimax
- Cipran
- Celexa
- Pram
- Cittá
- Alcytam
- Maxapran
- Citalopram (Encontrado em sua caixa apenas com esse nome corresponde ao genérico)

## História
Em 1971, a empresa Lundbeck contratou Klaus Bøgesø como um químico medicinal. Ao longo dos anos, Bøgesø demonstrou grande talento na criação de moléculas, tornando-se um dos químicos que mais produziu moléculas que efetivamente chegaram ao mercado. O desafio proposto na sua contratação era a produção de um inibidor seletivo da recaptação da norepinefrina. Como outras empresas da época, a Lundbeck tinha pouco interesse no desenvolvimento de um ISRS. Na tentativa de criar um derivado do melitraceno, os químicos da Lundbeck acidentalmente produziram um novo produto químico – uma fenolftaleína. Apesar da pequena probabilidade, este composto também era um inibidor da recaptação da noradrenalina, assim como o melitraceno. Dois potenciais antidepressivos surgiram desta descoberta – o Talopram e Talsupram, que logo foram testados em ensaios clínicos. Contudo, ambos se apresentaram como substâncias estimulantes e o estudo acabou registrando tentativas de suicídio. O fato parecia confirmar uma hipótese de Paul Kielholz, de que antidepressivos ativadores podem levar ao suicídio, e a experiência da Lundbeck sugeria que os inibidores da recaptação de noradrenalina eram suscetíveis este problema. A empresa, então, recuou. Se os inibidores da recaptação de noradrenalina eram de fato suscetíveis de desencadear o suicídio, o maior risco de um antidepressivo, então a hipótese de Kielholz apontava que um ISRS seria menos propensos a levar ao suicídio. O trabalho de Bøgesø era avaliar se esta nova série de drogas poderiam ser convertidas em ISRSs. Seguindo uma indicação de Arvid Carlsson, Bøgesø converteu talopram em citalopram, o inibidor da recaptação da serotonina mais seletivo até então.